# Liste der Nummer-eins-Hits in den Cash Box Charts (1971)
Diese Liste enthält alle Nummer-eins-Hits in den amerikanischen Cash Box Charts im Jahr 1971. Es gab in diesem Jahr 29 Nummer-eins-Singles.
| Singles |
| --- |
| - George Harrison – My Sweet Lord - 4 Wochen (19. Dezember 1970 – 15. Januar 1971) - Dawn – Knock Three Times - 2 Wochen (16. Januar – 29. Januar) - The Bee Gees – Lonely Days - 1 Woche (30. Januar – 5. Februar) - Lynn Anderson – Rose Garden - 1 Woche (6. Februar – 12. Februar) - The Osmonds – One Bad Apple - 3 Wochen (13. Februar – 5. März, insgesamt 4 Wochen) - The Jackson Five – Mama's Pearl - 1 Woche (6. März – 12. März) - The Osmonds – One Bad Apple - 1 Woche (13. März – 19. März, insgesamt 4 Wochen) - The Temptations – Just My Imagination (Running Away With Me) - 1 Woche (20. März – 26. März) - Tom Jones – She's a Lady - 1 Woche (27. März – 2. April) - The Partridge Family – Doesn't Somebody Want to Be Wanted? - 1 Woche (3. April – 9. April) - Marvin Gaye – What’s Going On? - 1 Woche (10. April – 16. April) - Three Dog Night – Joy to the World - 5 Wochen (17. April – 28. Mai) - The Jackson Five – Never Can Say Goodbye - 1 Woche (29. Mai – 4. Juni) - Honey Cone – Want Ads - 2 Wochen (5. Juni – 18. Juni) - Ringo Starr – It Don't Come Easy - 1 Woche (19. Juni – 25. Juni) - Carole King – It's Too Late - 4 Wochen (26. Juni – 23. Juli) - The Raiders – Indian Reservation (The Lament of the Cherokee Reservation Indian) - 1 Woche (24. Juli – 30. Juli) - Hamilton, Joe Frank & Reynolds – Don't Pull Your Love - 1 Woche (31. Juli – 6. August) - James Taylor – You’ve Got a Friend - 1 Woche (7. August – 13. August) - The Bee Gees – How Can You Mend a Broken Heart? - 3 Wochen (14. August – 3. September) - John Denver – Take Me Home, Country Roads - 1 Woche (4. September – 10. September) - Aretha Franklin – Spanish Harlem - 1 Woche (11. September – 17. September) - Undisputed Truth – Smiling Faces Sometimes - 1 Woche (18. September – 24. September) - Paul & Linda McCartney – Uncle Albert/Admiral Halsey - 1 Woche (25. September – 1. Oktober) - Donny Osmond – Go Away, Little Girl - 1 Woche (2. Oktober – 8. Oktober) - Rod Stewart – Maggie May - 3 Wochen (9. Oktober – 29. Oktober) - Cher – Gypsies, Tramps and Thieves - 2 Wochen (30. Oktober – 12. November) - Isaac Hayes – Theme From "Shaft" - 2 Wochen (13. November – 26. November) - Sly & The Family Stone – Family Affair - 4 Wochen (27. November – 24. Dezember) - Melanie – Brand New Key - 1 Woche (25. Dezember – 31. Dezember, insgesamt 2 Wochen; → 1972) |